# Ford Falcon (Estats Units)
|  | Aquest article és sobre el model de cotxe estatunidenc. Per als models produïts en altres països, vegeu Ford Falcon |

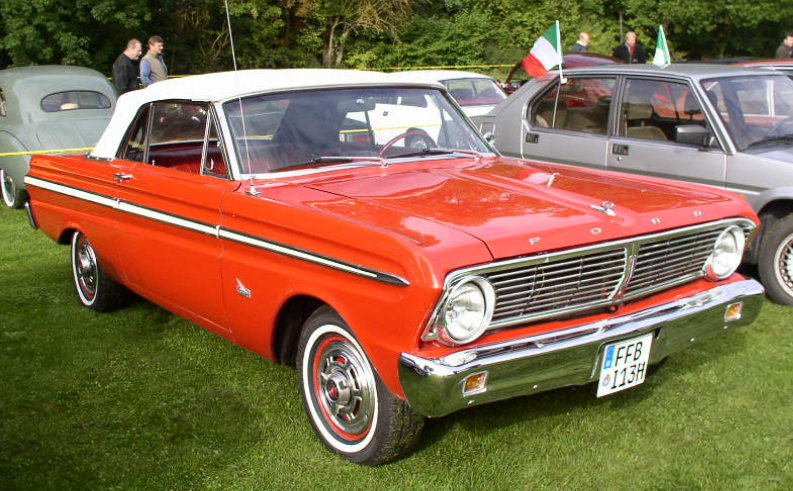
Model descapotable de la segona generació del Ford Falcon.

El Ford Falcon va ser un automòbil produït per Ford Motor Company des de 1960 fins a 1970. Va ser un èxit enorme per a les vendes de Ford inicialment, superant folgadament els rivals compactes de Chrysler i General Motors presentats al mateix temps. Durant la seva curta vida, el Falcon s'ofrecia en una àmplia gamma d'estils de carrosseria: sedan de dues i quatre portes, rural de dues i quatre portes, hardtop, descapotable, una rural tipus furgoneta i la camioneta Ranchero, l'estructura de la qual estava basada en el Falcon sedan de dues portes. Des de fa diversos anys, el nom Falcon també es va utilitzar en versions de passatgers de la camioneta Ford Econoline. Diverses variacions del Ford Falcon es van fabricar a l'Argentina, Austràlia, el Canadà, Xile i Mèxic.

## Els seus començaments
El projecte Falcon va començar a formar-se el juliol de 1957 als Estats Units; aquell any Ford Motor Company decideix començar a treballar en un automòbil de mida més petita que els Ford d'aquella època i més gran que els europeus que es començaven a importar, el vehicle seria un compacte d'acord amb els estàndards nord-americans, de 6 cilindres i amb capacitat per a 6 passatgers. El primer «compacte» de Ford va néixer sota el nom de «Ford Falcon» o simplement Falcon a finals de 1959.
El Falcon, encara que de menor mida que els seus rivals de l'època, tenia totes les virtuts necessàries per satisfer l'usuari nord-americà que exigia d'un automòbil, confort, velocitat i l'espai suficient com per portar còmodament sis persones. Al seu país d'origen el Falcon va sofrir molts canvis de línia que l'allunyaven cada vegada més del concepte per al qual va ser concebut.

## Evolució del Ford Falcon americà
- Primera generació (1960-1963)
- Segona generació (1964-1965)
- Tercera generació (1966-1970)